# Discurs d'Őszöd
El discurs d'Őszöd (hongarès: Őszödi beszéd) va ser un discurs pronunciat pel primer ministre hongarès Ferenc Gyurcsány al congrés del partit socialista hongarès del 2006 a Balatonőszöd. Tot i que el congrés de maig era confidencial, el diumenge 17 de setembre del 2006 Magyar Rádió va difondre el missatge que Gyurcsány adreçà als seus companys, encenent una crisi política a nivell nacional.
Utilitzant lliurement un llenguatge vulgar, Gyurcsány va criticar el Partit Socialista (MSzP) per enganyar l'electorat i va dir que el seu govern de coalició no havia adoptat mesures significatives durant el seu mandat. Les protestes massives precipitades per la filtració del discurs es consideren un punt d'inflexió important en la història política postcomunista d'Hongria. La incapacitat del MSzP per contenir les conseqüències polítiques del discurs va provocar el col·lapse popular del partit i de l'esquerra política hongaresa, obrint el camí a la victòria de Fidesz per majoria en les eleccions parlamentàries hongareses de 2010.